# The Girl Can Rock: The Concert
The Girl Can Rock: The Concert è il secondo DVD musicale di Hilary Duff. Pubblicato l'8 agosto 2004 (anticipando di poco l'uscita dell'album Hilary Duff), contiene un intero concerto tratto dal Metamorphosis Tour della cantante e tutti i video musicali pubblicati fino a quel momento: Come Clean, So Yesterday e Why Not. Alcuni contenuti speciali del DVD includono l'ospitata di Hilary Duff da Ryan Seacrest e le prime lezioni di surf prese dalla cantante, in occasione della sua visita nelle Hawaii. In più, il DVD comprende uno speciale esclusivo sulla registrazione della canzone Crash World e un'intervista alla cantante sull'omonimo album Hilary Duff. Il DVD vinse il DVDX award per il "Miglior DVD nel panorama musicale mondiale" e ottenne una nomina ai Home video VSDA Nominations. Inoltre l'album fu certificato ben 4 volte disco di platino in Canada.

## Il concerto
In realtà, nel DVD vi è una fusione di due concerti dal vivo del Metamorphosis Tour della cantante, montati insieme creando un originale effetto di cambio di scena.

### Setlist
1. Girl Can Rock
2. Little Voice
3. Come Clean
4. So Yesterday
5. Anywhere But Here
6. Metamorphosis
7. Sweet Sixteen
8. Where Did I Go Right
9. Love Just Is
10. Why Not
11. The Math
12. Workin' It Out
13. Party Up

## Backstage
1. Il nuovo album di Hilary Duff
2. Andare in tour: il Metamorphosis Tour
3. Dietro le quinte di: Come Clean

## Video musicali e altre esecuzioni dal vivo
1. Come Clean
2. So Yesterday
3. Why Not
4. So Yesterday (Live Performance)

## Interviste e altri contenuti speciali
1. Hilary in radio da Ryan Seacrest
2. Hilary impara ad andare sul surf
3. Photo Gallery
4. Sneak Peaks

## Japanese edition
The Girl Can Rock Japanese edition contiene, oltre al DVD standard, anche un CD bonus (con remix esclusivi e versioni radio di alcuni singoli) e una copertina diversa. Il cofanetto ha avuto un incredibile successo in Giappone ed è stato addirittura pubblicato in Costa Rica per le tante richieste.

### Tracklist del CD bonus
1. Why Not (McMix)
2. So Yesterday(Radio Edit Remix)
3. Come Clean (Cut to the Chase Club Mix)
4. Party Up (Dance Remix: Rob Chiarelli)
5. Anywhere But Here (Live Version from WB)
6. Metamorphosis (Album Version)
7. Come Clean (Joe Bermudez & Josh Harris Pop Mix: Main Mix)
8. So Yesterday (Joe Bermudez Mixshow Mix)
9. Come Clean (Flood Remix Flood)